# Dyacopterus spadiceus
Dyacopterus spadiceus is een vleermuis uit het geslacht Dyacopterus die voorkomt op Malakka (inclusief Thailand ten zuiden van de Landengte van Kra), Borneo en Noord-Sumatra. Andere populaties worden nu tot D. brooksi en D. rickarti gerekend.

## Beschrijving
Deze soort komt voor in laaglandregenwoud tot op 1180 m hoogte. Het dier is lange tijd als zeldzaam beschouwd, maar in netten op 15 tot 30 m boven de grond wordt de soort juist veel gevangen. Het dier is enkele malen in een boomholte gevangen. Het dieet bestaat uit fruit en bloemen. Zowel mannetjes als vrouwtjes produceren melk. Mogelijk is D. spadiceus een monogame soort.
D. spadiceus is de kleinste en best bekende soort van zijn geslacht. De schedel is zeer robuust gevormd. Het gehemelte bevat meer richels (21) dan bij andere soorten. De kop-romplengte bedraagt 106 tot 130 mm, de staartlengte 16 tot 26 mm, de voorarmlengte 74 tot 81,5 mm, de tibialengte 27 tot 31 mm, de oorlengte 18 tot 21 mm en het gewicht 70 tot 100 g.
Dyacopterus brooksi · Dyacopterus rickarti · Dyacopterus spadiceus